# Jordan Miliew
Jordan Miliew (ur. 5 października 1987 roku w Peszterze), bułgarski piłkarz, występujący na pozycji obrońcy.
Jest wychowankiem Łokomotiwu Płowdiw, w którego seniorskiej drużynie zadebiutował w wieku dziewiętnastu lat. W ciągu trzech sezonów rozegrał sześćdziesiąt pięć meczów. Udane występy w barwach Łokomotiwu zaowocowały transferem do Lewskiego Sofia, gdzie początkowo był tylko rezerwowych. Od rozgrywek 2009–2010 występował w pierwszym składzie coraz częściej. W 2012 roku przeszedł do Hapoelu Ironi Nir Ramat ha-Szaron.
W marcu 2010 roku zadebiutował w reprezentacji Bułgarii. W towarzyskim spotkaniu z Polską (0:2) w '77 minucie zmienił Stanisława Angełowa.

## Sukcesy piłkarskie
- mistrzostwo Bułgarii 2009 z Lewskim Sofia